# 대한민국의 대검찰청 차장검사
대검찰청 차장검사(大檢察廳 次長檢事)는 검찰총장을 보좌하는 직위이다.

## 역할
- 검찰총장을 보좌하며, 검찰총장이 부득이한 사유로 직무를 수행할 수 없을 때에는 그 직무를 대리한다.

## 역대 차장검사

### 미군정청 대법원 검사국 차석검사
| 정부   | 대수 | 이름           | 임기                            | 비고                      |
| ------ | ---- | -------------- | ------------------------------- | ------------------------- |
| 미군정 | 초대 | 민병성(閔炳晟) | 1945년 9월 12일~1946년 5월 15일 |                           |
| 미군정 | 2대  | 정문모(鄭文謨) | 1946년 5월 16일~1946년 8월 10일 |                           |
| 미군정 | 2대  | 구자관(具滋觀) | 1946년 5월 16일~1946년 8월 10일 | 제2차석검사 혹은 삼석검사 |

### 미군정청 대검찰청 차석검사
| 정부   | 대수 | 이름           | 임기                            | 비고 |
| ------ | ---- | -------------- | ------------------------------- | ---- |
| 미군정 | 초대 | 정문모(鄭文謨) | 1946년 8월 10일~1946년 8월 13일 |      |
| 미군정 | 2대  | 엄상섭(嚴祥燮) | 1946년 8월 13일~1948년 8월 24일 |      |

### 대검찰청 차장검사
| 정부        | 대수           | 이름                              | 임기                                                      | 비고                                         |
| ----------- | -------------- | --------------------------------- | --------------------------------------------------------- | -------------------------------------------- |
| 제1공화국   | 초대           | 엄상섭(嚴祥燮)                    | 1948년 8월 24일~1949년 9월 30일                           |                                              |
| 제1공화국   | 직무대리       | 김갑수(金甲洙)                    | 1949년 9월 30일~1949년 12월 15일                          | 대검찰청 이사관 겸 차장검사 직무대리         |
| 제1공화국   | 2대            | 박승준(朴承俊)                    | 1949년 12월 15일~1952년 4월 9일                           |                                              |
| 제1공화국   | 3대            | 정창운(鄭暢雲)                    | 1952년 4월 9일~1955년 10월 26일                           |                                              |
| 제1공화국   | 4대            | 정순석(鄭順錫)                    | 1955년 10월 26일~1956년 7월 6일                           |                                              |
| 제1공화국   | 직무대리       | 박천일(朴天一)                    | 1956년 7월 6일~1956년 7월 25일                            | 대검찰청 이사관 겸 차장검사 직무대리         |
| 제1공화국   | 5대            | 박천일(朴天一)                    | 1956년 7월 25일~1959년 4월 3일                            | 대검찰청 이사관 직에 있다가 차장검사 승진    |
| 제1공화국   | 직무대리       | 최대교(崔大敎)                    | 1959년 4월 3일~1959년 4월 10일                            | 대검찰청 이사관 겸 차장검사 직무대리         |
| 제1공화국   | 직무대리       | 오제도(吳制道)                    | 1959년 4월 10일~1959년 4월 23일                           | 대검찰청 이사관 겸 차장검사 직무대리         |
| 제1공화국   | 6대            | 소진섭(蘇鎭燮)                    | 1959년 4월 23일~1960년 5월 21일                           | 이승만 정부 시대 마지막 대검찰청 차장검사    |
| 제2공화국   |                |                                   |                                                           |                                              |
| 직무대리    | 이병호(李丙浩) | 1960년 5월 21일~1960년 8월 11일   | 대검찰청 형무사법교정국장 겸 차장검사 직무대리            |                                              |
| 직무대리    | 김치열(金致烈) | 1960년 8월 11일~1960년 9월 21일   | 대검찰청 이사관 겸 차장검사 직무대리                      |                                              |
| 직무대리    | 주운화(朱雲化) | 1960년 9월 21일~1961년 1월 11일   | 대검찰청 이사관 겸 차장검사 직무대리                      |                                              |
| 직무대리    | 서병균(徐丙均) | 1961년 1월 11일~1961년 4월 11일   | 대검찰청 중앙기획관 겸 차장검사 직무대리                  |                                              |
| 직무대리    | 이홍규(李弘圭) | 1961년 4월 11일~1961년 7월 11일   | 대검찰청 형무사법교정국장 겸 차장검사 직무대리            |                                              |
| 직무대리    | 정희택(鄭喜澤) | 1961년 7월 11일~1961년 10월 11일  | 대검찰청 중앙수사국장 겸 차장검사 직무대리                |                                              |
| 직무대리    | 김찬수(金纘洙) | 1961년 10월 11일~1962년 1월 11일  | 대검찰청 검찰법무행정국장 겸 차장검사 직무대리            |                                              |
| 직무대리    | 윤운영(尹雲永) | 1962년 1월 11일~1962년 4월 11일   | 대검찰청 기획조정관 겸 차장검사 직무대리                  |                                              |
| 7대         | 주운화(朱雲化) | 1962년 4월 11일~1963년 5월 4일    | 국가재건최고회의 군정 시대 첫 정식 차장검사               |                                              |
| 8대         | 김영천(金永千) | 1963년 5월 4일~1964년 1월 3일     |                                                           |                                              |
| 제3공화국   | 9대            | 주운화(朱雲化)                    | 1964년 1월 3일~1964년 2월 27일                            |                                              |
| 제3공화국   | 직무대리       | 장병철(張秉哲)                    | 1964년 2월 27일~1964년 3월 10일                           | 대검찰청 기획관리조정감 겸 차장검사 직무대리 |
| 제3공화국   | 10대           | 김병화(金炳華)                    | 1964년 3월 10일~1968년 5월 25일                           |                                              |
| 제3공화국   | 11대           | 이봉성(李鳳成)                    | 1968년 5월 25일~1971년 6월 5일                            |                                              |
| 제3공화국   | 직무대리       | 강재권(姜在權)                    | 1971년 6월 5일~1971년 8월 24일                            | 대검찰청 사무국장 겸 차장검사 직무대리       |
| 제3공화국   | 12대           | 김영천(金永千)                    | 1971년 8월 24일~1973년 4월 2일                            |                                              |
| 제4공화국   | 12대           | 김영천(金永千)                    | 1971년 8월 24일~1973년 4월 2일                            |                                              |
| 13대        | 이영환(李永煥) | 1973년 4월 2일~1977년 2월 15일    |                                                           |                                              |
| 14대        | 김일두(金一斗) | 1977년 2월 15일~1980년 7월 10일   |                                                           |                                              |
| 직무대리    | 박준양(朴駿陽) | 1980년 7월 10일~1980년 7월 24일   | 대검찰청 공안부장 겸 차장검사 직무대리                    |                                              |
| 15대        | 허형구(許亨九) | 1980년 7월 24일~1981년 3월 10일   |                                                           |                                              |
| 제5공화국   | 직무대리       | 박남룡(朴南龍)                    | 1981년 3월 10일~1981년 4월 26일                           | 대검찰청 총무부장 겸 차장검사 직무대리       |
| 제5공화국   | 16대           | 배명인(裵命仁)                    | 1981년 4월 26일~1981년 12월 16일                          |                                              |
| 제5공화국   | 17대           | 서동권(徐東權)                    | 1981년 12월 16일~1982년 6월 17일                          |                                              |
| 제5공화국   | 18대           | 이명희(李明熙)                    | 1982년 6월 17일~1985년 2월 28일                           |                                              |
| 제5공화국   | 19대           | 이중근(李重根)                    | 1985년 2월 28일~1985년 3월 9일                            |                                              |
| 제5공화국   | 직무대리       | 안경상(安景相)                    | 1985년 3월 9일~1985년 5월 25일                            | 대검찰청 총무부장 겸 차장검사 직무대리       |
| 제5공화국   | 20대           | 김세권(金世權)                    | 1985년 5월 25일~1986년 4월 29일                           |                                              |
| 제5공화국   | 21대           | 정해창(丁海昌)                    | 1986년 4월 29일~1987년 5월 26일                           |                                              |
| 제5공화국   | 직무대리       | 한영석(韓永錫)                    | 1987년 5월 26일~1987년 5월 30일                           | 대검찰청 중앙수사부장 겸 차장검사 직무대리   |
| 제5공화국   | 22대           | 최상엽(崔相曄)                    | 1987년 5월 30일~1990년 3월 17일                           |                                              |
| 노태우 정부 | 22대           | 최상엽(崔相曄)                    | 1987년 5월 30일~1990년 3월 17일                           |                                              |
| 직무대리    | 최명부(崔明夫) | 1990년 3월 17일~1990년 3월 23일   | 대검찰청 중앙수사부장 겸 차장검사 직무대리                |                                              |
| 23대        | 서정신(徐廷信) | 1990년 3월 23일~1991년 4월 15일   |                                                           |                                              |
| 24대        | 김두희(金斗喜) | 1991년 4월 15일~1992년 12월 6일   |                                                           |                                              |
| 직무대리    | 송종의(宋宗義) | 1992년 12월 6일~1992년 12월 10일  | 대검찰청 중앙수사부장 겸 차장검사 직무대리                |                                              |
| 25대        | 박종철(朴鍾喆) | 1992년 12월 10일~1993년 3월 9일   |                                                           |                                              |
| 김영삼 정부 |                |                                   |                                                           |                                              |
| 직무대리    | 송종의(宋宗義) | 1993년 3월 9일~1992년 3월 15일    | 대검찰청 중앙수사부장 겸 차장검사 직무대리                |                                              |
| 26대        | 김도언(金道彥) | 1993년 3월 15일~1993년 9월 16일   |                                                           |                                              |
| 직무대리    | 김태정(金泰政) | 1993년 9월 16일~1993년 9월 18일   | 대검찰청 중앙수사부장 겸 차장검사 직무대리                |                                              |
| 27대        | 송종의(宋宗義) | 1993년 9월 18일~1995년 9월 17일   |                                                           |                                              |
| 28대        | 최명선(崔明善) | 1995년 9월 17일~1997년 8월 11일   |                                                           |                                              |
| 29대        | 이원성(李源性) | 1997년 8월 11일~1999년 6월 7일    |                                                           |                                              |
| 29대        | 이원성(李源性) | 1997년 8월 11일~1999년 6월 7일    | 김대중 정부                                               |                                              |
| 30대        | 신승남(愼承男) | 1999년 6월 7일~2001년 5월 26일    |                                                           |                                              |
| 31대        | 김각영(金珏泳) | 2001년 5월 27일~2002년 1월 29일   |                                                           |                                              |
| 32대        | 김승규(金昇圭) | 2002년 1월 29일~2002년 8월 16일   |                                                           |                                              |
| 33대        | 김학재(金鶴在) | 2002년 8월 16일~2003년 3월 11일   |                                                           |                                              |
| 노무현 정부 |                |                                   |                                                           |                                              |
| 34대        | 김종빈(金鍾彬) | 2003년 3월 11일~2004년 5월 27일   |                                                           |                                              |
| 35대        | 이정수(李廷洙) | 2004년 5월 27일~2005년 3월 31일   |                                                           |                                              |
| 직무대리    | 문성우(文晟祐) | 2005년 3월 31일~2005년 4월 8일    | 대검찰청 기획조정부장·검찰차장 직무대리·검찰총장 직무대리 |                                              |
| 36대        | 정상명(鄭相明) | 2005년 4월 8일~2005년 11월 24일   |                                                           |                                              |
| 직무대리    | 박영수(朴英洙) | 2005년 11월 24일~2005년 11월 28일 | 대검찰청 중앙수사부장 겸 차장검사 직무대리                |                                              |
| 37대        | 임승관(林承寬) | 2005년 11월 28일~2007년 2월 23일  |                                                           |                                              |
| 38대        | 정동기(鄭東基) | 2007년 2월 23일~2007년 11월 20일  |                                                           |                                              |
| 직무대리    | 이귀남(李貴男) | 2007년 11월 20일~2007년 11월 26일 | 대검찰청 중앙수사부장 겸 차장검사 직무대리                |                                              |
| 39대        | 권재진(權在珍) | 2007년 11월 26일~2009년 1월 13일  |                                                           |                                              |
| 39대        | 권재진(權在珍) | 2007년 11월 26일~2009년 1월 13일  | 이명박 정부                                               |                                              |
| 40대        | 문성우(文晟祐) | 2009년 1월 13일~2009년 7월 14일   |                                                           |                                              |
| 직무대리    | 이인규(李仁圭) | 2009년 7월 14일~2009년 7월 21일   | 대검찰청 중앙수사부장 겸 차장검사 직무대리                |                                              |
| 41대        | 차동민(車東旻) | 2009년 7월 21일~2011년 2월 1일    | 검찰총장 직무대리                                         |                                              |
| 42대        | 박용석(朴用錫) | 2011년 2월 1일~2012년 8월 16일    |                                                           |                                              |
| 43대        | 채동욱(蔡東旭) | 2012년 8월 16일~2012년 12월 4일   |                                                           |                                              |
| 44대        | 김진태(金鎭太) | 2012년 12월 4일~2013년 4월 3일    |                                                           |                                              |
| 박근혜 정부 |                |                                   |                                                           |                                              |
| 직무대리    | 김경수(金敬洙) | 2013년 4월 3일~2013년 4월 5일     | 대검찰청 중앙수사부장 겸 차장검사 직무대리                |                                              |
| 45대        | 길태기(吉兌基) | 2013년 4월 5일~2013년 12월 4일    |                                                           |                                              |
| 46대        | 임정혁(任正赫) | 2013년 12월 4일~2015년 2월 6일    |                                                           |                                              |
| 47대        | 김수남(金秀南) | 2015년 2월 6일~2015년 12월 1일    |                                                           |                                              |
| 직무대리    | 정점식(鄭点植) | 2015년 12월 1일~2015년 12월 21일  | 대검찰청 중앙수사부장 겸 차장검사 직무대리                |                                              |
| 48대        | 김주현(金周賢) | 2015년 12월 21일~2017년 5월 21일  |                                                           |                                              |
| 문재인 정부 | 49대           | 봉욱(奉旭)                        | 2017년 5월 21일~2019년 6월 27일                           |                                              |
| 문재인 정부 | 직무대리       | 오인서(吳仁瑞)                    | 2019년 6월 27일~2019년 7월 31일                           | 대검찰청 공공수사부장 겸 차장검사 직무대리   |
| 문재인 정부 | 50대           | 강남일(姜南一)                    | 2019년 8월 1일~2020년 1월 12일                            |                                              |
| 문재인 정부 | 51대           | 구본선(具本善)                    | 2020년 1월 13일~2020년 8월 7일                            |                                              |
| 문재인 정부 | 52대           | 조남관(趙南寬)                    | 2020년 8월 7일~2021년 6월 10일                            | 검찰총장 직무대리                            |
| 문재인 정부 | 53대           | 박성진(朴成鎭)                    | 2021년 6월 11일~2022년 5월 22일                           | 검찰총장 직무대리                            |
| 윤석열 정부 | 54대           | 이원석(李沅石)                    | 2022년 5월 23일~2022년 9월 16일                           | 검찰총장 직무대리                            |
| 윤석열 정부 | 직무대리       | 송강(宋岡)                        | 2022년 9월 17일~2023년 9월 6일                            | 기획조정부장으로 차장검사 직무대리           |
| 윤석열 정부 | 55대           | 심우정(沈雨廷)                    | 2023년 9월 7일~2024년 1월 18일                            |                                              |
| 윤석열 정부 | 직무대리       | 성상헌(成尙憲)                    | 2024년 1월 19일~2024년 1월 24일                           | 기획조정부장으로 차장검사 직무대리           |
| 윤석열 정부 | 56대           | 신자용(申子容)                    | 2024년 1월 24일~2024년 9월 22일                           |                                              |
| 윤석열 정부 | 57대           | 이진동(李進東)                    | 2024년 9월 23일~2025년 7월 4일                            |                                              |
| 이재명 정부 | 58대           | 노만석(盧萬錫)                    | 2025년 7월 4일~                                           | 검찰총장 직무대리                            |

## 같이 보기
- 검찰청
- 대검찰청
- 검찰총장